# Goma garrofín

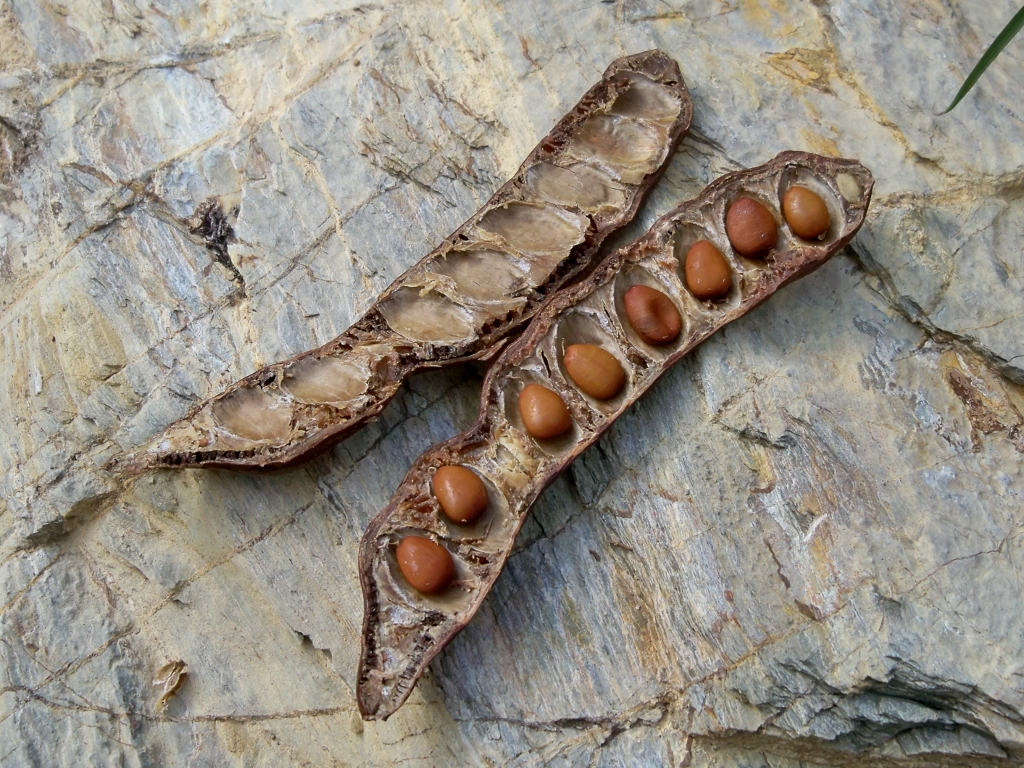
Fruto y semillas del algarrobo

La goma garrofín (también denominada goma de algarrobo, o E410) es una goma vegetal tipo galactomanano extraída de las semillas del algarrobo, que crece principalmente en la región Mediterránea. El fruto del algarrobo se utiliza para preparar esta goma. 

## Preparación
Las vainas son partidas para extraer las semillas. A las semillas se les extrae su piel mediante un tratamiento con ácido o calor. Las semillas sin piel son luego partidas y trituradas levemente. Este proceso hace que el frágil germen se quiebre sin afectar al endosperma que es más robusto. Estos dos elementos se separan mediante un cribado y el endosperma separado se muele y sirve para producir el polvo de goma garrofín.
El polvo de la goma garrofín es de color blanco amarillento. Principalmente consiste de polisacáridos hidrocoloidales de elevado peso molecular, compuestos de unidades de galactosa y manosa combinadas mediante enlaces glicosídicos, los cuales se pueden describir químicamente como un galactomanano. Se dispersa en agua fría o caliente, formando un sol (coloide) que posee un pH entre 5.4 y 7.0, el cual se puede convertir en un gel mediante la adición de pequeñas cantidades de borato de sodio.

## Usos
La goma garrofín es un agente espesante y agente gelificante utilizado en la tecnología de alimentos.
Las semillas o porotos, pulverizadas, son dulces con un sabor similar al chocolate, y es utilizada para endulzar alimentos y como sustituto del chocolate. También es utilizado en comidas para mascotas y productos no comestibles tales como, productos para la minería, fabricación de papel, y para engrosar textiles. Se utiliza en cosméticos y para mejorar el sabor de los cigarrillos. Las pomadas para lustrar zapatos y los insecticidas también poseen polvo de goma garrofín como aditivo. Es soluble en agua caliente.